# خوان فرانسيسكو دي لا بوديغا إي كوادرا
خوان فرانسيسكو دي لا بوديغا إي كوادرا  (بالإنجليزية: Juan Francisco de la Bodega y Quadra) كان ضابطًا بحريًا ومستكشفًا إسبانيًا.

## طالع أيضًا
- قائمة المستكشفين